# Manipulator (álbum)
Manipulator es el séptimo álbum de estudio del músico de rock americano Ty Segall, lanzado el 25 de agosto de 2014 por Drag City. El álbum tardo 14 meses en completarse, mucho más que cualquier lanzamiento previo de Segall. También fue el álbum más largo de Segall, alcanzando los 56 minutos. Sin embargo, tres años y medio más tarde lanzó Freedom's Goblin, el cual alcanzó los 74:48 minutos de duración, superando a Manipulator por casi 18 minutos.

## Lista de canciones
| N.º | Título                          | Duración |  |
| 1.  | «Manipulator»                   | 3:10     |  |
| 2.  | «Tall Man Skinny Lady»          | 4:03     |  |
| 3.  | «The Singer»                    | 4:16     |  |
| 4.  | «It's Over»                     | 3:01     |  |
| 5.  | «Feel»                          | 4:17     |  |
| 6.  | «The Faker»                     | 4:09     |  |
| 7.  | «The Clock»                     | 2:53     |  |
| 8.  | «Green Belly»                   | 2:33     |  |
| 9.  | «The Connection Man»            | 2:19     |  |
| 10. | «Mister Main»                   | 2:48     |  |
| 11. | «The Hand»                      | 4:45     |  |
| 12. | «Susie Thumb»                   | 2:30     |  |
| 13. | «Don't You Want to Know? (Sue)» | 2:36     |  |
| 14. | «The Crawler»                   | 2:25     |  |
| 15. | «Who's Producing You?»          | 2:55     |  |
| 16. | «The Feels»                     | 3:09     |  |
| 17. | «Stick Around»                  | 4:34     |  |